# Кумская сивилла

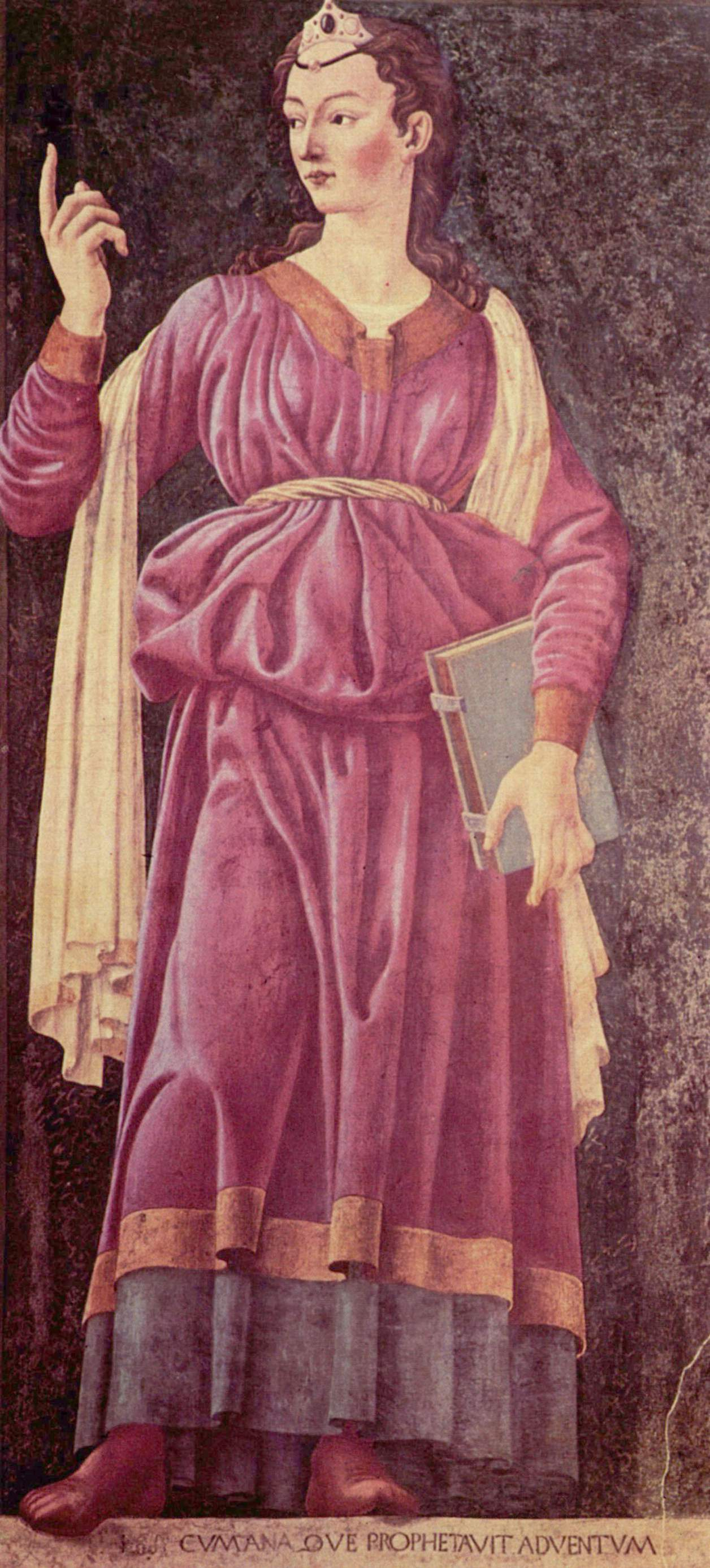
Андреа дель Кастаньо, Кумская сивилла.
Фреска, ок. 1450. Галерея Уффици, Флоренция

Ку́мская сиви́лла (др.-греч. Σιβυλλα; лат. Sibylla Cumana; Sibylla) — жрица, председательствующая в храме Аполлона в Кумах, греческой колонии, расположенной недалеко от современного Неаполя, Италия. Имя пришло через латынь от древнегреческого слова «сибилла», то есть пророчица. Легенды о сивиллах существовали во многих местах Древнего мира.
Географическая близость Кумской сивиллы к Риму и её важное место в легендах раннего Рима сделали её одной из самых известных пророчиц среди римлян.
Предание приписывает Кумской сивилле создание Сивиллиных книг, собрание которых в строгой тайне хранилось сначала на Капитолийском холме, а позднее — на Палатине.
Николай Спафарий в XVII веке писал о Кумской сивилле, что среди множества её пророчеств было и пророчество «о Спасителе нашем Христе и о страданиях Его».

## Древнеримские пророчества Кумской сивиллы
История приобретения Сивиллиных книг римским царём Луцием Тарквинием Гордым или Тарквинием Приском является одним из самых известных мифических событий римской истории. Марк Теренций Варрон писал в I в. до н. э., что за столетия до того, в период 50-й олимпиады, Кумская сивилла, под видом старухи, «которая не была жительницей страны», тайно прибыла в Рим. Она предложила девять книг-пророчеств царю Тарквинию. Когда царь отказался от покупки из-за непомерной цены, она сожгла три книги, а оставшиеся шесть вновь предложила Тарквинию за ту же цену. Он снова отказался, после чего она сожгла ещё три и повторила предложение. Только тогда по совету авгуров Тарквиний согласился уплатить требуемую цену, после чего старуха скрылась в толпе.
Книги впоследствии хранились в храме Юпитера на Капитолийском холме в Риме, и обращались к ним за указаниями только в чрезвычайных ситуациях (например, во время эпидемии 293 г. до н. э., после поражений на начальном этапе Второй Пунической войны). Храм сгорел в 80-х годах до н. э. вместе с книгами, что потребовало повторного сбора пророчеств Сивиллы по всей империи. Они тщательно сортировались и те, что были признаны подлинными, оставлены на сохранение в восстановленном храме. Император Август перевёз их в храм Аполлона на Палатине, где они оставались в течение большей части императорского периода в истории Рима.
Книги были сожжены в 405 году полководцем Флавием Стилихоном, который был христианином и считал книги языческими и, следовательно, «злыми». Во время вторжения вестготов пять лет спустя, в 410 году нашей эры, некоторые язычники (в том числе поэт Намациан) оплакивали потерю книг, утверждая, что вторжение в город было свидетельством гнева богов и наказанием за уничтожение пророчеств.

## Упоминания в древней литературе

### В «Анналах» Тацита
Тацит писал о внимательном отношении императора Тиберия к дополнению собрания пророчеств Кумской прорицательницы, который предостерегал Сенат от поспешности и напоминал сенаторам, что при рассмотрении появлявшихся новых книг необходимо,

как того требовал обычай, чтобы прорицания были предварительно прочитаны и оценены магистрами…, так как под этим прославленным именем распространялось немало всякого вздора…

(Анналы, VI)

### У Вергилия

#### В «Энеиде»
Кумская сивилла напевала пророчества, как «песни судеб» или оставляла их записанными на листьях дуба у входа в свою пещеру. Но если порывы ветра раскидывали листья, она не могла их собрать, чтобы восстановить собственное пророчество.
Сивилла знала путь в подземное царство — Аид находился в соседнем кратере Аверна. Эней просил её помощи для спуска в нижний мир, чтобы посетить своего мёртвого отца Анхиза, но Сивилла предостерегала его от такого опасного намерения:
Сын Анхиза, поверь: в Аверн спуститься нетрудно,
День и ночь распахнута дверь в обиталище Дита.
Вспять шаги обратить и к небесному свету пробиться —
Вот что труднее всего!Энеида, 6.126—129

#### В «Буколиках»
Константин Великий в слове к отцам Первого Вселенского Собора «К собранию святых» давал мессианское толкование четвёртой сцены «Буколик» (Эклоги IV), в которой Вергилий писал о приближении конца мира в пророчествах Кумской сивиллы:
Круг последний настал по вещанью пророчицы Кумской
Сызнова ныне времен зачинается строй величавый…Буколики, IV, 4-5

### В «Метаморфозах» Овидия

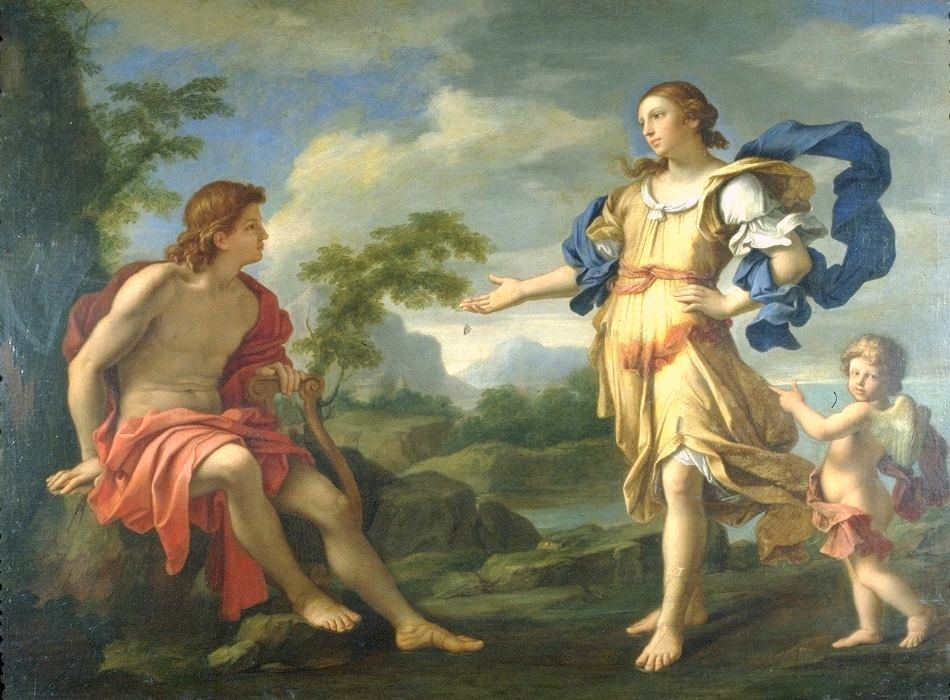
Джованни Черрини. Аполлон и Кумская сивилла

Хотя она и была смертной, Сивилла жила около тысячи лет. Это произошло, когда Аполлон предложил выполнить её желание в обмен на её девственность. Она взяла горсть пыли и попросила жить столько дней, сколько пылинок она держала:

Я упустила одно: чтоб юной всегда оставаться!
А между тем предлагал он и годы, и вечную юность,
Если откроюсь любви. Но Фебов я дар отвергаю,
В девах навек остаюсь; однако ж счастливейший возраст
Прочь убежал, и пришла, трясущейся поступью, старость…Метаморфозы, 14, 139—143

### В «Сатириконе» Петрония
Не получившая от Аполлона вечной молодости, Сивилла старилась, тело с годами становилось всё меньше, так что в конце концов могло уместиться в небольшом сосуде. Слышен был только её голос. Трималхион — персонаж романа Петрония «Сатирикон» — рассказывал:

А то еще видал я Кумскую Сивиллу в бутылке. Дети её спрашивали: «Сивилла, чего тебе надо?», а она в ответ: «Помирать надо».

(Сатирикон, 48)

## Образ в искусстве

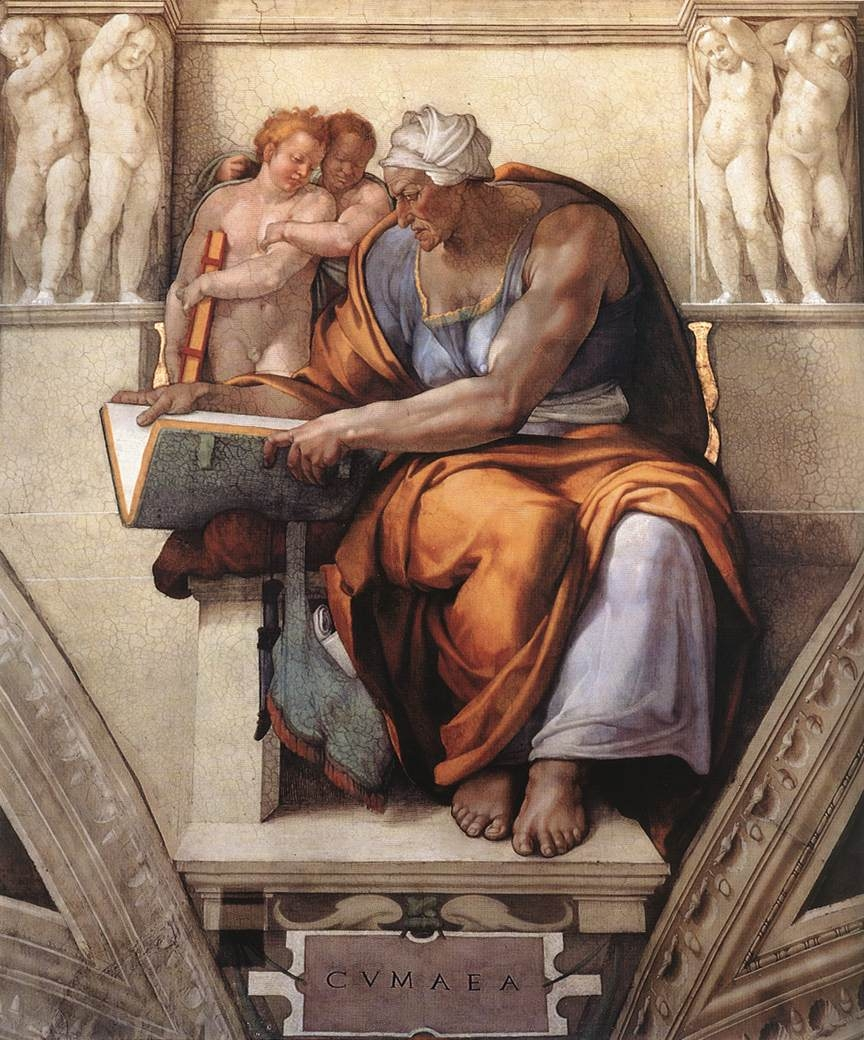
Микеланджело Кумская сивилла
Фреска из Сикстинской капеллы

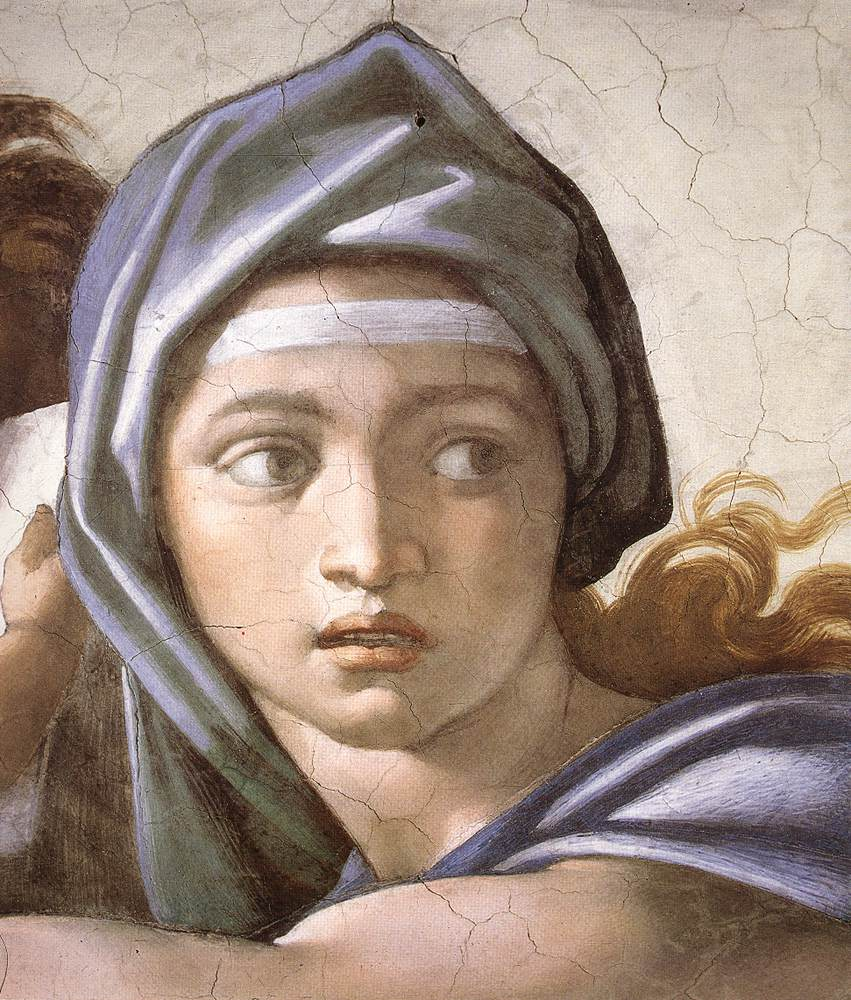
Микеланджело Дельфийская сивилла
Фрагмент фрески

В связи с популярностью пророчицу часто изображали художники разных стран.
Кумская сивилла является одной из четырёх сивилл, изображённых Рафаэлем в Санта-Мария-делла-Паче. Она также была написана Андреа дель Кастаньо для церкви Санта Аполлония во Флоренции, а на потолке Сикстинской капеллы работы Микеланджело впечатление от её изображения затмевает присутствие других пророчиц, даже более молодой и красивой Дельфийской сивиллы. Вазари, рассказывая о Сикстинской капелле, упоминал об этой фреске, написанной художником рядом с фигурой библейского пророка Исайи:

прекрасная старая сивилла, которая, сидя, с предельным изяществом изучает книгу…

Писали её и другие художники — итальянцы Тициан, Джованни Черрини, нидерландец Ян ван Эйк, французы — Клод Желле, Ноэль Куапель, англичане — Эдвард Бёрн-Джонс, Джозеф Тернер.
Икона с образом Кумской сивиллы написана в 1673 г. Богданом Салтановым, придворным живописцем царя Алексея Михайловича.
Кумская сивилла известна под разными именами: Герофила у Павсания и Лактанция, Деифоба, дочь Главка в «Энеиде» Вергилия, Амальтея, Дафна, Манто, Фемоноя — в других источниках.